# Rock Me
A Rock Me (magyarul: Rázz fel) című dal volt az 1989-es Eurovíziós Dalfesztivál győztes dala, melyet a jugoszláv Riva adott elő horvát nyelven.

## Az Eurovíziós Dalfesztivál
A dal a március 4-én rendezett jugoszláv nemzeti döntőn nyerte el az indulás jogát.
A dal gyors tempójú, melyben az énekesnő arra kér egy zongoristát, hogy játsszon olyan zenét, amire táncolni lehet. 
Érdekesség, hogy a dalban megemlítik a magyar zeneszerzőt, Liszt Ferencet is.
A május 6-án rendezett döntőben a fellépési sorrendben huszonkettedikként adták elő, a német Nino de Angelo Flieger című dala után. A szavazás során százharminchét pontot szerzett, mely az első helyet érte a huszonkét fős mezőnyben. Ez volt Jugoszlávia első, és egyetlen győzelme.
A következő jugoszláv induló Tajči Hajde da ludujemo című dala volt az 1990-es Eurovíziós Dalfesztiválon.
A következő győztes az olasz Toto Cutugno Insieme: 1992 című dala volt.

### Kapott pontok
|                                              | Zsűrik |     |     |     |     |     |     |     |     |     |     |     |     |     |     |     |     |     |     |     |     |  |
| ITA                                          | ISR    | IRE | NED | TUR | BEL | GBR | NOR | POR | SWE | LUX | DEN | AUT | FIN | FRA | ESP | CYP | SUI | GRE | ICE | GER | YUG |  |
| Pontok                                       | 0      | 12  | 12  | 8   | 12  | 10  | 12  | 7   | 4   | 8   | 5   | 10  | 10  | 7   | 3   | 0   | 5   | 5   | 0   | 6   | 1   |  |
| A tábla a szavazás sorrendjében van rendezve |        |     |     |     |     |     |     |     |     |     |     |     |     |     |     |     |     |     |     |     |     |  |

## Slágerlistás helyezések
| Slágerlisták (1989) | Lh.* |
| ------------------- | ---- |
| Belgium             | 16   |
| Hollandia           | 56   |

*Lh. = Legjobb helyezés.

## Külső hivatkozások
- Dalszöveg
- YouTube videó: A Rock Me című dal előadása a lausanne-i döntőn